# Alfredo Caronia
Alfredo Caronia est un astronome italien.

## Biographie
Alfredo Caronia travaille à l'observatoire astronomique de la Montagne Pistoiese (it).
Le Centre des planètes mineures le crédite de la découverte de quatre astéroïdes, effectuée entre 1998 et 2000, toutes avec la collaboration d'autres astronomes dont Luciano Tesi et Andrea Boattini.
L'astéroïde (25602) Ucaronia a été nommé en l'honneur de son père, Umberto.

## Astéroïdes découverts
| (25602) Ucaronia      | 2 janvier 2000 |
| (27270) Guidotti      | 2 janvier 2000 |
| (42614) Ubaldina      | 2 mars 1998    |
| (100897) Piatra Neamt | 5 mai 1998     |